# Liste des glaciers d'Antarctique

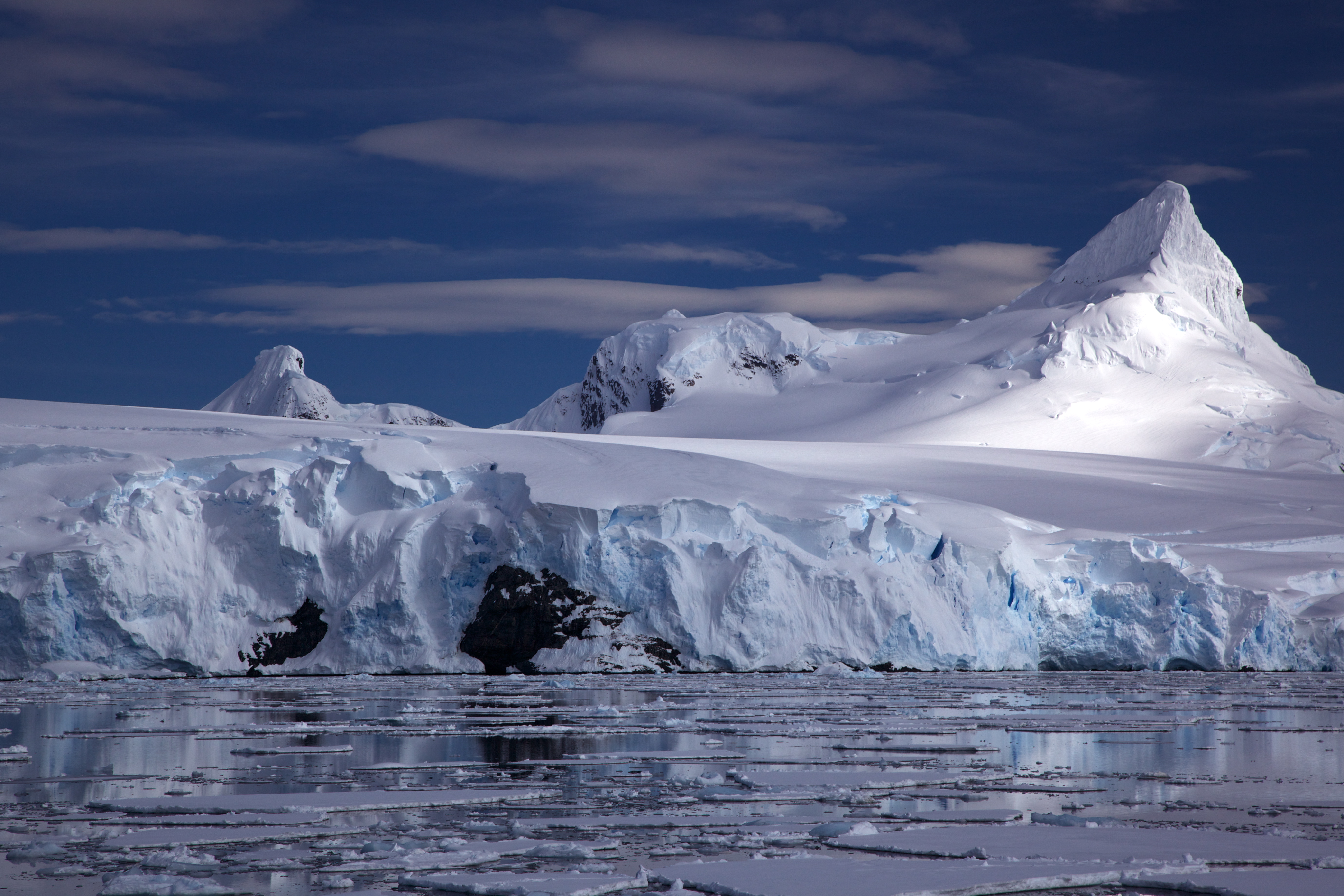
Glacier sur la côte de l'Antarctique.

Cette page présente une liste des glaciers de l'Antarctique.
- Haut – A
- B
- C
- D
- E
- F
- G
- H
- I
- J
- K
- L
- M
- N
- O
- P
- Q
- R
- S
- T
- U
- V
- W
- X
- Y
- Z

## A
- Glacier Aagaard
- Glacier Aaron (en)
- Glacier Academy
- Glacier Acosta (en)
- Glacier Adams (terre Victoria) (en)
- Glacier Adams (terre de Wilkes) (en)
- Glacier Aeronaut (en)
- Glacier Agalina (en)
- Glacier Ahern (en)
- Glacier Ahlmann (en)
- Glacier Ahrnsbrak (en)
- Glacier Aiken (en)
- Glacier Airy (en)
- Glacier Aitkenhead (en)
- Glacier Akebono (en)
- Glacier Albanus (en)
- Glacier Alberich (en)
- Glacier Alberts (en)
- Glacier Albone (en)
- Glacier Albrecht Penck (en)
- Glacier Algie (en)
- Glacier Alice (en)
- Glacier Alley (en)
- Glacier Allison (en)
- Glacier Alt
- Glacier Altimir (en)
- Glacier Altarduken (en)
- Glacier Alvarez (en)
- Glacier Aliabiev
- Glacier Ambergris (en)
- Glacier Amos (en)
- Glacier Amphitheatre (en)
- Glacier Amundsen
- Glacier Anandakrishnan (de)
- Glacier Anderton (en)
- Glacier Andrew (en)
- Glacier Anna (en)
- Glacier Ant Hill (en)
- Glacier Antevs (en)
- Glacier Anthony (en)
- Glacier Anu Whakatoro (en)
- Glacier Anuchin (en)
- Glacier Apfel (en)
- Glacier Aphrodite (en)
- Glacier Apollo (en)
- Glacier Arago (en)
- Glacier Arapya (en)
- Glacier Archer (en)
- Glacier Arena (en)
- Glacier Arenski
- Glacier Argentina (en)
- Glacier Argo (en)
- Glacier Argonaut (en)
- Glacier Argosy (en)
- Glacier Armira (en)
- Glacier Armstrong (en)
- Glacier Arneb (en)
- Glacier Arriens (de)
- Glacier Arruiz (en)
- Glacier Arthur (en)
- Glacier Asafiev (en)
- Glacier Ascent (en)
- Glacier Ashworth (en)
- Glacier Asimutbreen (en)
- Glacier Assender (en)
- Glacier Astakhov (en)
- Glacier Astapenko (en)
- Glacier Aster (en)
- Glacier Astro (en)
- Glacier de l'Astrolabe
- Glacier Astronaut (en)
- Glacier Astudillo (en)
- Glacier Athene (en)
- Glacier Atka (en)
- Glacier Atkinson
- Glacier Attlee (en)
- Glacier Aurora (en)
- Glacier Auster (en)
- Glacier Austreskorve (en)
- Glacier Aviator
- Glacier Avsyuk (en)
- Glacier Axel Heiberg

## B
- Glacier Bachtold (en)
- Glacier Backstairs Passage (en)
- Glacier Bader (en)
- Glacier Bagshawe (en)
- Courant glaciaire Bailey (en)
- Glacier Baker (en)
- Glacier Balakirev
- Glacier Balch (en)
- Glacier Balchen (en)
- Glacier Baldwin (en)
- Glacier Balish (en)
- Glacier Ball
- Glacier Bally (en)
- Glacier Baranowski (en)
- Glacier Barber (en)
- Glacier Barcus (en)
- Glacier Barkov (en)
- Glacier Barne
- Glacier Barnes (en)
- Glacier Barnett (en)
- Glacier Baronick (en)
- Glacier Barre (en)
- Glacier Barrett (en)
- Glacier Bartlett (en)
- Glacier Bartley (en)
- Glacier Bartók
- Glacier Bartrum (en)
- Glacier Bates (en)
- Glacier Battye (en)
- Glacier Baxter (en)
- Glacier Bayly (en)
- Glacier Beaglehole (en)
- Glacier Beakley (en)
- Glacier Beaman (en)
- Glacier Beardmore
- Glacier Beaver (terre d'Enderby) (en)
- Glacier Beaver (plateforme de glace de Ross) (en)
- Glacier Berkovitsa (en)
- Glacier Berry (en)
- Courant glaciaire Bindschadler (en)
- Glacier Bistra (en)
- Glacier Bolgrad (en)
- Glacier Borchgrevink
- Glacier Boyana (en)
- Glacier Bozhinov (en)
- Glacier Brandau (en)
- Glacier Branscomb
- Glacier Breitfuss
- Glacier Butamya (en)
- Glacier Byrd

## C
- Glacier Canada
- Glacier Carey (en)
- Glacier Chernomen (en)
- Glacier Chumerna (en)
- Glacier Chuprene (en)
- Glacier Clarke (terre de Graham) (en)
- Glacier Clarke (terre Marie Byrd) (de)
- Glacier Clarke (terre Victoria) (en)
- Glacier Coleman
- Glacier Co-pilot (en)
- Glacier Collins (de)
- Glacier Commonwealth (en)
- Glacier Coulston (en)
- Glacier Cox (en)
- Glacier Crane (en)
- Glacier Crescent (en)
- Glacier Crevasse Valley (en)
- Glacier Crosswell
- Glacier Crume (en)

## D
- Glacier Dale (en)
- Glacier Dalgopol (en)
- Glacier Darwin
- Glacier Dater
- Glacier David
- Glacier Debelt (en)
- Glacier Debenham (en)
- Glacier Deception (en)
- Glacier Decker (en)
- Glacier Delius
- Glacier Deming (en)
- Glacier Denman (en)
- Glacier Dennistoun (en)
- Glacier Devils (en)
- Glacier DeVicq (en)
- Glacier Dibble (en)
- Glacier Dick (en)
- Glacier Dimkov (en)
- Glacier Dinsmoor (en)
- Glacier Djerassi (en)
- Glacier Dobrudzha (en)
- Glacier Dragoman (en)
- Glacier Driscoll (en)
- Glacier Drygalski

## E
- Glacier Ebbe (en)
- Courant glaciaire Echelmeyer (en)
- Glacier Edge (en)
- Glacier El-Sayed (en)
- Glacier Ellen
- Glacier Embree
- Glacier Emmanuel (en)
- Glacier Endeavour Piedmont (en)
- Glacier Endurance (en)
- Glacier Entrikin (en)
- Glacier Epler (en)
- Glacier Erebus
- Courant glaciaire Evans (en)
- Glacier Exum (en)

## F
- Glacier Falkner (en)
- Glacier Fendorf (en)
- Glacier Ferrar
- Glacier Finley (en)
- Glacier Finsterwalder (en)
- Glacier Flanagan (en)
- Glacier Flask (en)
- Glacier Fisher (de)
- Glacier Fitch (en)
- Glacier Foggydog (en)
- Courant glaciaire Foundation
- Glacier Frost (en)
- Glacier Fry

## G
- Glacier Gain (en)
- Glacier Gair (en)
- Glacier Gallup (en)
- Glacier Garwood (en)
- Glacier Gaussiran (en)
- Glacier Gilbert
- Glacier Gilchrist (en)
- Glacier Gillespie (en)
- Glacier Gillock (en)
- Glacier Glazounov
- Glacier Gopher (en)
- Glacier Gordon (en)
- Glacier Gramada (en)
- Glacier Greenwell (en)
- Glacier Grigorov (en)

## H
- Glacier Haas (en)
- Glacier Haefeli (en)
- Glacier Hale (en)
- Glacier Haffner (en)
- Glacier Hammond (en)
- Glacier Haskell (en)
- Glacier Hatherton (en)
- Glacier Hayes (en)
- Glacier Haynes
- Glacier Helfferich
- Glacier Hewitt
- Courant glaciaire Horlick (en)
- Glacier Howe (en)

## I
- Glacier Ice Gate (en)
- Glacier Icebreaker (en)
- Glacier Ichime (en)
- Glacier Il Polo (en)
- Glacier Iliad (en)
- Glacier Iliev (en)
- Glacier Ineson (en)
- Courant glaciaire Institute (en)
- Glacier Ironside (en)
- Glacier Irvine (en)
- Glacier Irving (en)
- Glacier Irwin (en)
- Glacier Isbrecht (en)
- Glacier Ising (en)
- Glacier Iskar (en)

## J
- Glacier Jaburg (en)
- Glacier Jacobel (en)
- Glacier Jacobsen (en)
- Glacier Jacoby
- Glacier Jorda (en)
- Glacier Jutulstraumen (en)

## K
- Glacier Kaliakra (en)
- Courant glaciaire Kamb (en)
- Glacier Kamchiya (en)
- Glacier Kasabova (en)
- Glacier Keltie (en)
- Glacier Ketchum (en)
- Glacier Kichenside (en)
- Glacier Kirkby (en)
- Glacier Kjerulf
- Glacier Klein (en)
- Glacier Kleptuza (en)
- Glacier Koettlitz
- Glacier Kohler (en)
- Glacier Kolosh (en)
- Glacier Kongur (en)
- Glacier Krapets (en)
- Glacier Krivodol (en)

## L
- Glacier Lambert
- Glacier Land (en)
- Glacier Landreth (en)
- Glacier Lawrie (en)
- Glacier Laws (en)
- Glacier Le Couteur (en)
- Glacier Lennox-King (en)
- Glacier Leonardo (en)
- Glacier Leppard (en)
- Glacier Letnitsa (en)
- Glacier Leverett
- Glacier Lewis (en)
- Glacier Liadov
- Glacier Lillie
- Glacier Lipen (en)
- Glacier Liv
- Glacier Lliboutry (en)
- Glacier Long (en)
- Glacier Lovejoy (en)
- Glacier Lucy (en)

## M
- Courant glaciaire MacAyeal (en)
- Glacier Mackay
- Glacier Magura (en)
- Glacier Malorad (en)
- Glacier Mariner
- Glacier Marsh (en)
- Glacier Martin (en)
- Glacier Matterhorn (en)
- Glacier Mawson
- Glacier McClinton (en)
- Glacier Meander (en)
- Glacier Medven (en)
- Glacier Mellor (de)
- Courant glaciaire Mercer (en)
- Glacier Mertz
- Glacier Mill (en)
- Glacier Minnesota (en)
- Glacier Mitev (en)
- Courant glaciaire Möller
- Glacier Muldava (en)
- Glacier Mulock
- Glacier Murgash (en)
- Glacier Musala (en)

## N
- Glacier Nachtigal
- Glacier Nadjakov (en)
- Glacier Narechen (en)
- Glacier Nash (en)
- Glacier Nesla (en)
- Glacier Newall (en)
- Glacier Niépce
- Glacier Nimitz
- Glacier Nimrod
- Glacier Ninnis
- Glacier Northcliffe (en)
- Glacier Northeast (en)

## O
- Glacier Oakley (en)
- Glacier Obelya (en)
- Glacier Odell
- Glacier Ogoya (en)
- Glacier O'Hara (en)
- Glacier Ovech (en)

## P
- Glacier Palestrina
- Glacier Panega (en)
- Glacier Pashuk (en)
- Glacier Pastra (en)
- Courant glaciaire Patuxent (en)
- Glacier Pautalia (en)
- Glacier Penck (en)
- Glacier Perunika (en)
- Glacier Peshtera (en)
- Glacier Pimpirev (en)
- Glacier de l'île du Pin
- Glacier Pirin (en)
- Glacier Pirogov (en)
- Glacier Poduene (en)
- Glacier Polar Times (en)
- Glacier Posadowsky
- Glacier Poulter (en)
- Glacier Prebble (en)
- Glacier Prespa (en)
- Glacier Priddy (en)
- Glacier Priestley
- Glacier Prince Edward (en)
- Glacier Prince Philip (en)
- Glacier Prince of Wales (en)
- Glacier Princess Anne (en)
- Glacier Prospect (en)
- Glacier Pryor (en)

## Q
- Glacier Quartermain (en)
- Glacier Quito (en)
- Glacier Quonset (en)

## R
- Glacier Rachmaninov
- Glacier Rayner (en)
- Glacier Recovery (en)
- Glacier Reedy
- Glacier Reeves
- Glacier Renaud (en)
- Glacier Rennick
- Glacier Remington (en)
- Glacier Rhesus (en)
- Glacier Rhone (en)
- Glacier Rippon (en)
- Glacier Robert (en)
- Glacier Roché (en)
- Glacier Ropotamo (en)
- Glacier Rosenberg
- Glacier Rose Valley (en)
- Glacier Rumyana (en)
- Glacier Rupite (en)
- Glacier Rusalka (en)
- Courant glaciaire Rutford

## S
- Glacier Sabine (en)
- Glacier Samodiva (en)
- Glacier Saparevo (en)
- Glacier Schneider (en)
- Glacier Schweitzer (en)
- Glacier Schytt (en)
- Glacier Scott (chaîne Transantarctique)
- Glacier Scott (Antarctique oriental) (en)
- Glacier Seaton (en)
- Glacier Sestrimo (en)
- Glacier Shabica (en)
- Glacier Shackleton
- Glacier Shambles (en)
- Glacier Shanklin (en)
- Glacier Shark Fin (en)
- Glacier Sharp (en)
- Glacier Sharpend (en)
- Glacier Sheehan (en)
- Glacier Sheldon (en)
- Glacier Shell (en)
- Glacier Shinnan
- Glacier Shipley (en)
- Glacier Shirase
- Glacier Shoemaker (en)
- Glacier Shoesmith (en)
- Glacier Shuman (en)
- Glacier Sibelius
- Glacier Siemiatkowski (en)
- Glacier Sigmen (en)
- Glacier Sigyn (en)
- Glacier Sikorski (en)
- Glacier Sikorsky (en)
- Glacier Silk (en)
- Glacier Simmons (en)
- Glacier Simpson (en)
- Glacier Sirma (en)
- Glacier Skelton
- Glacier Škorpil (en)
- Glacier Slessor (en)
- Glacier Smith (en)
- Glacier Socks (en)
- Glacier Solun (en)
- Glacier Srebarna (en)
- Glacier Stancomb-Wills (en)
- Glacier Strandzha (en)
- Glacier Struma (en)
- Glacier Suess (en)
- Glacier Sullivan
- Glacier Support Force
- Glacier Suter (en)
- Glacier Sylwester (en)

## T
- Glacier Talev (en)
- Glacier Targovishte (en)
- Glacier Taylor
- Glacier Telemeter (en)
- Glacier Teteven (en)
- Glacier Thamyris (en)
- Glacier Thomas
- Glacier Thwaites
- Glacier Totten
- Glacier Tucker (en)
- Glacier Tundzha (en)

## U
- Glacier Ueda (en)
- Glacier Underwood (en)
- Glacier Union (en)
- Glacier Uranus (en)
- Glacier Urdoviza (en)
- Glacier Utopia (en)
- Glacier Utstikkar (en)

## V
- Courant glaciaire Van der Veen (en)
- Glacier Van Reeth (en)
- Glacier Vanderford (en)
- Glacier Varlamov
- Glacier Verila (en)
- Glacier Vestreskorve (en)
- Glacier Veststraumen (en)
- Glacier Vetrino (en)
- Glacier Vidbol (en)
- Glacier Vinson
- Glacier Vivaldi

## W
- Glacier Wahl (en)
- Glacier Walk (en)
- Glacier Walter (en)
- Glacier Wetmore (en)
- Courant glaciaire Whillans (en)
- Courant glaciaire Williams (en)
- Glacier Wilma (en)
- Glacier Wirdnam (en)
- Glacier Wright Lower (en)
- Glacier Wulfila (en)

## Y
- Glacier Yablanitsa (en)
- Glacier Yakoruda (en)
- Glacier Yamato (en)
- Glacier Yancey (en)
- Glacier Yates (en)
- Glacier Yeats (en)
- Glacier Yoder (en)
- Glacier Young (en)
- Glacier Yozola (en)

## Z
- Glacier Zaneveld (en)
- Glacier Zelee (en)
- Glacier Zeller (en)
- Glacier Zenith (en)
- Glacier Zephyr (en)
- Glacier Zetland (en)
- Glacier Zheravna (en)
- Glacier Zimzelen (en)
- Glacier Zinberg (en)
- Glacier Zoller (en)
- Glacier Zonda (en)
- Glacier Zotikov (en)
- Glacier Zuniga (en)
- Glacier Zykov (en)